# EAPP
EAPP‏ (E2F associated phosphoprotein) هوَ بروتين يُشَفر بواسطة جين EAPP في الإنسان.